# Montenapoleone
Montenapoleone – stacja metra w Mediolanie, na linii M3. Znajduje się na via Montenapoleone, w Mediolanie i zlokalizowana jest pomiędzy stacjami Turati i Duomo. Została otwarta w 1990.